# Rivière du Cran
Pour les articles homonymes, voir Cran.
La rivière du Cran est un affluent de rivière Ashuapmushuan, coulant dans le territoire non organisé de Lac-Ashuapmushuan et dans la municipalité de La Doré, dans la municipalité régionale de comté (MRC) du Domaine-du-Roy, dans la région administrative de Saguenay–Lac-Saint-Jean, dans la province de Québec, au Canada.
La vallée de la rivière du Cran est surtout desservie par des routes forestières lesquelles se connectent vers le nord à la route 167,.
La foresterie (principalement la sylviculture) constitue la principale activité économique de cette vallée; les activités récréotouristiques, en second, principale à cause de la réserve faunique Ashuapmushuan.

## Géographie
La rivière du Cran tire sa source à l'embouchure du lac des Jaseurs (longueur: 0,6 km de forme triangulaire; altitude: 530 m). Le Lac des Jaseurs est encaissé entre les montagnes en zone forestière.
L'embouchure du Lac des Jaseurs est située en zone forestière dans le territoire non organisé de Lac-Ashuapmushuan, à:
- 3,8 km au sud d'une courbe de la rivière Vermillon;
- 31 km au sud-ouest de l'embouchure de la rivière du Cran
- 30,0 km au sud-ouest de l'ancienne gare Cran le long du chemin de fer;
- 24,8 km au sud-ouest du cours de la rivière Ashuapmushuan[2].

À partir de l'embouchure du Lac des Jaseurs, la rivière du Cran coule sur 69,7 km avec une dénivellation de 342 m, surtout en zone agricole et de village en fin de parcours, selon les segments suivants:
- 3,7 km vers le sud-est en traversant le lac Becquerel (longueur: 1,2 km; altitude: 522 m), puis vers le sud-est en traversant le lac Merlin (longueur: 1,7 km; altitude: 515 m), jusqu'à son embouchure;
- 10,1 km vers le sud-est relativement en ligne droite dans une vallée encaissée, en traversant le lac Buzet, en recueillant la décharge (venant du nord-est) du Lac Laton, en traversant en fin de segment le Lac du Poney (longueur: 1,7 km; altitude: 488 m), jusqu'à son embouchure;
- 2,7 km d'abord vers le sud-est en traversant le lac Lafrance (longueur: 1,6 km; altitude: 486 m), puis le Lac du Mâle (longueur: 1,2 km; altitude: 485 m), jusqu'à son embouchure;
- 20,1 km vers le nord (légèrement vers l'est), relativement en ligne droite (formant occasionnellement de petits serpentins) dans une vallée encaissée, en recueillant le ruisseau Antoine (venant du sud-est), en recueillant la décharge (venant du nord-ouest) des lacs Salice et Lanouette, jusqu'au ruisseau du Pluvier (venant de l'ouest);
- 6,6 km vers le nord, en formant un crochet vers l'est, en contournant une montagne (sommet: 494 m), jusqu'à un coude de rivière;
- 12,6 km vers l'est en contournant une montagne et en formant une boucle vers le sud, puis vers le nord en formant un crochet vers l'est, recueillant le ruisseau Madame (venant du nord-ouest), jusqu'à un coude de rivière, correspondant à la décharge (venant de l'ouest) du lac Louvetot;
- 9,3 km vers l'est en longeant plus ou moins le chemin de fer du Canadien National, relativement en ligne droite dans une vallée encaissée, jusqu'à un coude de rivière, correspondant à la décharge (venant de l'est) du ruisseau à la Carpe;
- 4,6 km vers le nord dans une vallée encaissée, et relativement en ligne droite, jusqu'à son embouchure[2].

La rivière du Cran se déverse sur rive sud-ouest de la rivière Ashuapmushuan. Cette confluence est située en amont de cinq séries de rapides dont la Petite chute à l'Ours et la Grande chute à l'Ours, et à:
- 37,8 km au nord-ouest du centre-ville de Saint-Félicien;
- 46,7 km au nord-ouest de l'embouchure de la rivière Ashuapmushuan[2].

À partir de l’embouchure de la rivière du Cran, le courant descend le cours de la rivière Ashuapmushuan sur 59,8 km, puis traverse le lac Saint-Jean vers l'est sur 41,1 km (soit sa pleine longueur), emprunte le cours de la rivière Saguenay via la Petite Décharge sur 172,3 km vers l'est jusqu'à Tadoussac où il conflue avec l’estuaire du Saint-Laurent.

## Toponymie
En français, le mot "Cran" signifie "cap de roche". Ce mot est principalement utilisé par les gens de la région du lac Saint-Jean.
Le toponyme « rivière du Cran » a été officialisé le 5 décembre 1968 à la Banque des noms de lieux de la Commission de toponymie du Québec.